# Holierhoekse- en Zouteveense polder
De Holierhoekse- en Zouteveense polder is een voormalig waterschap in de toenmalige gemeenten Schipluiden, Vlaardinger Ambacht (Vlaardingen) en Schiedam, in de Nederlandse provincie Zuid-Holland. Het waterschap was ontstaan in 1859 als een samenvoeging van de waterschappen van:
- de Holierhoekse polder
- de Zouteveense polder

Het waterschap was verantwoordelijk voor de waterhuishouding in de polders.

## Gemaal Holierhoekse- en Zouteveense polder
In 2008 werd een nieuwe gemaal aan de Vlaardingervaart in gebruik genomen. Het oude gemaal uit 1883 blijft behouden als monumentaal pand met cultuurhistorische waarde. Zie Zouteveense- en Holiërhoekse poldergemaal.

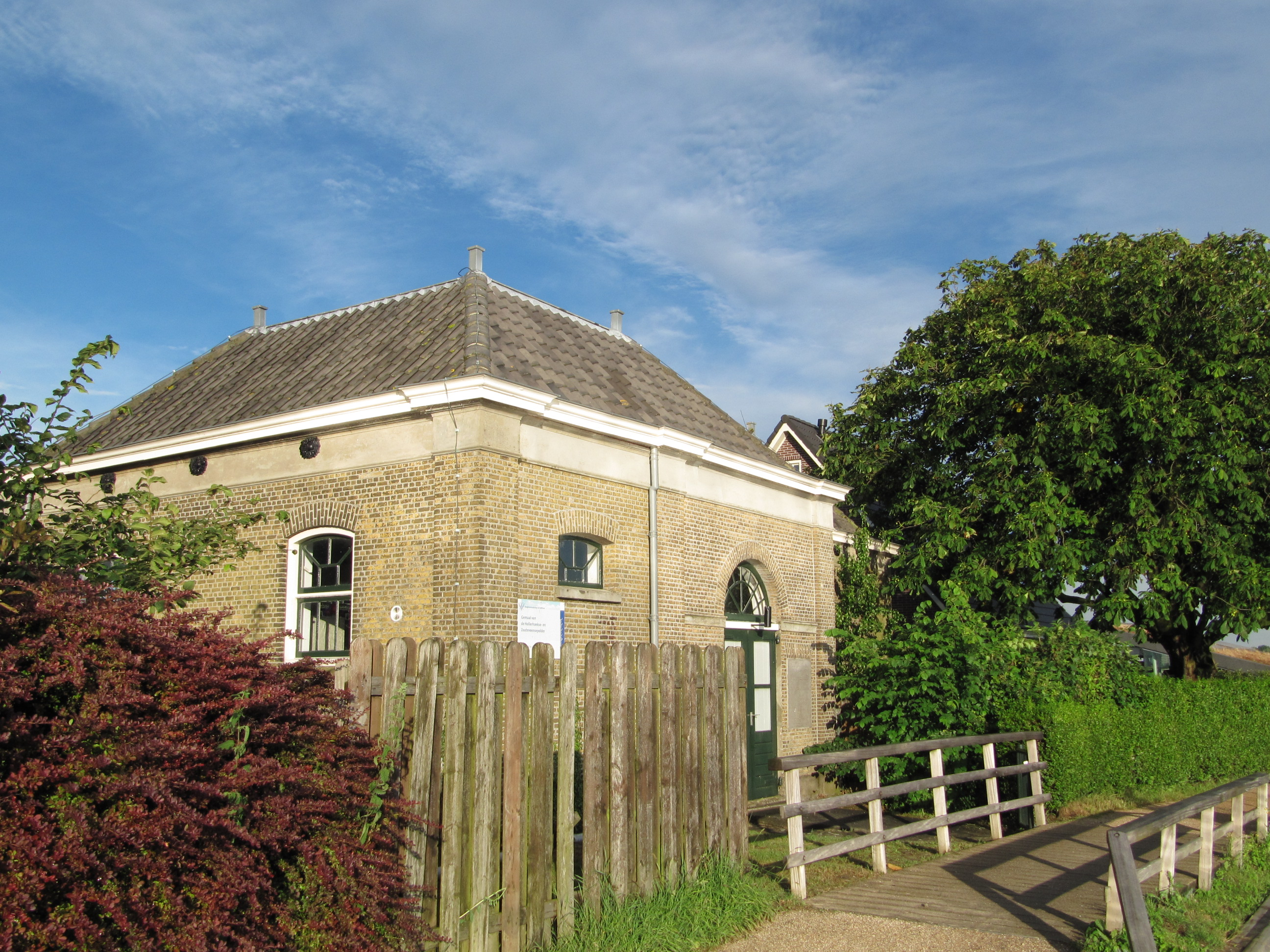
Oude gemaal (uit 1883)
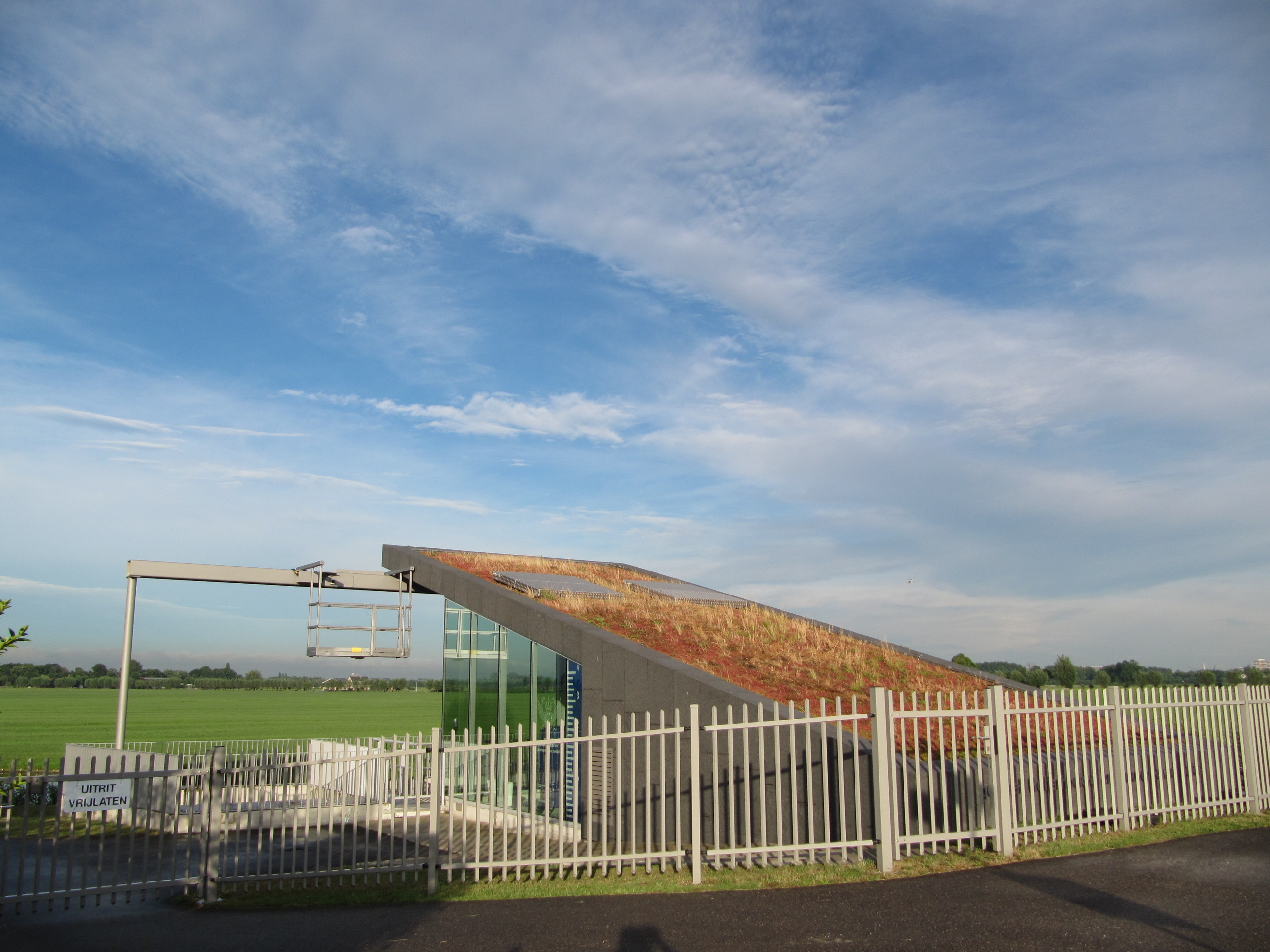
Nieuwe gemaal (uit 2008)